# Calliphora philippiana
Calliphora philippiana är en tvåvingeart som först beskrevs av Camillo Rondani 1863.  Calliphora philippiana ingår i släktet Calliphora och familjen spyflugor. Inga underarter finns listade i Catalogue of Life.